# Rankstjärnarna (Tärna socken, Lappland, 728043-150243)
Rankstjärnarna är en sjö i Storumans kommun i Lappland och ingår i Umeälvens huvudavrinningsområde.